# 31 августа
31 августа — 243-й день года (244-й в високосные годы) по григорианскому календарю.
До конца года остаётся 122 дня.
До 15 октября 1582 года — 31 августа по юлианскому календарю, с 15 октября 1582 года — 31 августа по григорианскому календарю.
В XX и XXI веках соответствует 18 августа по юлианскому календарю.

## Праздники и памятные дни
См. также: Категория:Праздники 31 августа

### Национальные
- Кыргызстан — День независимости
- Малайзия — День независимости[англ.]
- Молдова — Национальный день языка
- Польша — День Солидарности и Свободы
- Тринидад и Тобаго — День независимости
- Узбекистан — День независимости
- Узбекистан — День памяти жертв репрессий

### Профессиональные
- Россия — День ветеринарного работника

### Религиозные
Православие
- Память мучеников Флора и Лавра (II в.);
- память мучеников Ерма, Серапиона и Полиена (II в.)[4];
- память священномучеников Емилиана, епископа Требийского и с ним Илариона, иеромонаха, мучеников Дионисия и Ермиппа (ок. 300)[5];
- память святителей Иоанна V (674) и Георгия I (683), патриархов Константинопольских;
- память преподобного Макария, игумена Пеликитского (ок. 830);
- память преподобного Иоанна Рыльского (946);
- память священномученика Григория Бронникова, пресвитера, мучеников Евгения Дмитрева и Михаила Ерегодского, чтецов (1937);
- празднование в честь иконы Божией Матери «Всецарица».

### Именины

#### Православные
Дата дана по новому стилю:
Мужские
- Варнава — преподобный Варнава;
- Георгий — святитель Георгий I, патриарх Константинопольский
- Григорий — священномученик Григорий (Бронников);
- Дионисий — мученик Дионисий Требийский;
- Евгений — мученик Евгений (Дмитров), псаломщик;
- Емилиан — священномученик Емилиан Требийский, епископ;
- Ерм — мученик Ерм Римский;
- Ермипп — мученик Ермипп Требийский;
- Иларион — священномученик Иларион Требийский;
- Иоанн:
  - святитель Иоанн V, патриарх Константинопольский;
  - преподобный Иоанн Рыльский;
- Лавр — великомученик Лавр Иллирийский;
- Лев — мученик Лев;
- Лука — преподобный Лука Болгарский;
- Макарий — исповедник Макарий Пеликитский;
- Михаил — мученик Михаил (Ерегодский);
- Полиен — мученик Полиен Римский;
- Серапион — мученик Серапион Римский;
- Софроний — преподобный Софроний;
- Флор — великомученик Флор Иллирийский;
- Христофор — преподобный Христофор.

Женские
- Иулиания — мученица Иулиания;
- Иулитта — Иулитта.

## События
См. также: Категория:События 31 августа

### До XIX века
- 1302 — Франция и Сицилия договорились завершить религиозную войну между собой.
- 1492 — заключён первый мирный договор между Московским княжеством и Османской империей.
- 1652 — сын Богдана Хмельницкого женился на дочери молдавского господаря Василия Лупу.
- 1674 — в Род-Айленде (США) запрещена продажа спиртных напитков индейцам.
- 1786 — в Российской империи упразднена Малороссийская коллегия.
- 1798 — в Санкт-Петербурге и Николаеве учреждены училища корабельной архитектуры (ныне Высшее военно-морское инженерное училище имени Ф. Э. Дзержинского, Санкт-Петербург и Национальный университет кораблестроения имени адмирала Макарова, Николаев).

### XIX век
- 1806 — Александр I провозгласил бескорыстие основным принципом внешней политики России.
- 1827 — Николай I издал рескрипт о том, что крепостные крестьяне и дворовые люди не должны обучаться в заведениях выше приходских и уездных училищ.
- 1873 — в Канаде сформировано первое подразделение королевской полиции.
- 1888 — в лондонском районе Уайтчепел убита Мэри Энн Николз, первая каноническая жертва Джека-потрошителя.
- 1892 — Павел Третьяков предложил Московской городской думе передать в дар городу созданную им художественную галерею.
- 1900 — начались продажи кока-колы в Британии.

### XX век
- 1907
  - Англия, Россия и Франция сформировали военно-политический союз (Антанта) созданный в противовес «Тройственному союзу» (A-Entente).
  - Россия и Англия в Петербурге подписали договор о разграничении сфер влияния в Иране, Афганистане и Тибете.
- 1909 — арестованный за революционную деятельность 16-летний Владимир Маяковский переведён в Бутырскую тюрьму.
- 1913 — в Нидерландах создан футбольный клуб ПСВ.
- 1914 — указом Николая II Санкт-Петербург переименован в Петроград.
- 1919 — в Ирландии отменена цензура печати.
- 1920
  - Польская кавалерия одержала решительную победу над 1-й конной армией в битве при Комарове. Событие отмечается как День польской кавалерии.
  - Из ворот завода «Красное Сормово» вышел первый выпущенный в СССР танк типа М («Русский Рено»), получивший собственное имя «Борец за революцию товарищ Ленин».
  - Бельгия начала выплачивать пенсии по старости.
- 1922 — в «Правде» опубликовано сообщение о высылке ряда интеллектуалов за границу (рейсы «Oberbürgermeister Haken» 29—30 сентября и «Prussia» 16—17 ноября, б.160 человек + др. рейсы и поезда). Среди высланных: Николай Бердяев, С. Л. Франк, И. А. Ильин, С. Е. Трубецкой, Б. П. Вышеславцев, А. А. Кизеветтер, М. А. Ильин (Осоргин), П. А. Сорокин, Ф. А. Степун, А. В. Флоровский, Сергей Булгаков.
- 1925 — принятие декрета о введении всеобщего начального обучения в СССР.
- 1926 — в Пагмане, летней резиденции эмира Афганистана Амануллы-хана, подписан договор между СССР и Афганистаном «о нейтралитете и взаимном ненападении».
- 1928 — в Берлине прошла премьера мюзикла «Трёхгрошовая опера».
- 1935 — рекорд Стаханова — за смену (5 часов 45 минут) он добыл 102 тонны угля, превысив норму в 14 раз.
- 1939
  - Завершается советско-японский вооружённый конфликт в районе реки Халхин-Гол.
  - Инсценированное нападение на немецкую радиостанцию в Глайвице, послужившее предлогом для нападения вермахта на Польшу, следствием чего началась Вторая мировая война.
- 1941 — в Архангельск из Британии прибыл Дервиш — первый северный конвой со стратегически важным сырьём и военной техникой.
- 1944 — Великая Отечественная война: Войска 2-го Украинского фронта вошли в столицу Румынии, город Бухарест.
- 1947 — первый полёт сельскохозяйственного самолёта СХА — прототипа многоцелевого самолёта Ан-2.
- 1950 — в Египте разбился самолёт Lockheed Constellation американской авиакомпании Trans World Airlines. Погибли 55 человек, в том числе архитектор Мацей Новицки русского происхождения.
- 1951 — в Дюссельдорфе, Западная Германия, поступила в продажу первая долгоиграющая грампластинка со скоростью вращения 33 1/3 оборота в минуту.
- 1952 — в Хельсинки завершилась проходившая с 9 августа шахматная олимпиада, в которой впервые приняла участие советская команда. Дебютанты одержали убедительную победу. Первыми советскими чемпионами стали Пауль Керес, Василий Смыслов, Давид Бронштейн, Ефим Геллер, Исаак Болеславский и Александр Котов. В последующие 40 лет сборная СССР лишь раз уступила звание чемпиона.
- 1955
  - Делегация советских работников сельского хозяйства подвергается нападению украинских националистов в Виннипеге.
  - Уильям Кобб (William Cobb) в Чикаго продемонстрировал первый в мире автомобиль с солнечными батареями.
- 1957 — провозглашена независимость Малайской Федерации (с 1963 г. — Малайзия).
- 1961 — разрыв СССР советско-американского моратория на ядерные испытания.
- 1962 — провозглашена независимость Тринидада и Тобаго.
- 1965 — ЦК КПУ принял постановление «Об увековечении памятных мест, связанных с историей Запорожского казачества».
- 1966
  - Первый полёт совершил английский истребитель вертикального взлёта и посадки «Харриер».
  - В Нью-Йорке начался первый шахматный турнир между компьютерами. За три года до этого состоялся матч между советскими и американскими электронными шахматистами, в котором победила советская сторона. В 1974 году уже прошёл первый чемпионат мира, в котором победу также одержала советская программа «Каисса».
- 1969 — власть в Бразилии захватила военная хунта.
- 1972 — под Магнитогорском потерпел катастрофу самолёт Ил-18 компании Аэрофлот, погибли 102 человека.
- 1974 — Греция заявила о решении выйти из НАТО.
- 1975 — Международный валютный фонд принял решение полностью отказаться от расчётов золотом при международных валютных расчётах.
- 1976
  - Тринидад и Тобаго приняли конституцию.
  - Девальвация мексиканского песо.
- 1977 — первый полёт реактивного транспортного самолёта укороченного взлёта и посадки «Ан-72».
- 1978 — принята конституция Шри-Ланки.
- 1980 — в Польше образован профсоюз «Солидарность».
- 1986:
  - Крушение пассажирского парохода «Адмирал Нахимов». Погибло 423 человека.
  - Столкновение DC-9 а/к Aeroméxico и частного Piper Cherokee над Серритосом (Калифорния). Погибли 82 человека, включая 15 на земле.
- 1987
  - Катастрофа Boeing 737 на Пхукете, 83 погибших.
  - Майкл Джексон выпустил альбом Bad.
- 1988 — в аэропорту Даллас Форт-Уорт при взлёте произошла катастрофа самолёта Boeing 727 компании Delta Airlines, погибли 14 из 108 человек, находившихся на борту.
- 1989 — румынский язык объявлен государственным в Молдавии и переведён на латинский шрифт.
- 1990 — Восточная и Западная Германия подписали договор об объединении юридических и политических систем.
- 1991 — о своей независимости объявили Кыргызстан и Узбекистан.
- 1992 — Таджикская оппозиция взяла штурмом президентский дворец в Душанбе.
- 1993
  - В Москве открылся первый российский авиационно-космический салон.
  - Калифорнийская компания «Литтон Индастриз» выиграла рекордную сумму в судебных процессах по делам о патентах — она получила 1,2 млрд долларов от компании «Ханивелл» за использование ею авиационных навигационных систем.
- 1994
  - Завершён вывод российских войск из Германии.
  - Ирландская республиканская армия объявила о прекращении вооружённой борьбы.
- 1995 — в Кливленде открылся Музей и Зал славы рок-н-ролла. Кливленд обосновал свои претензии называться родиной рок-н-ролла открытием радио «WMMS» и тем, что там работал DJ Алан Фрид (Alan Freed), придумавшим термин «rock 'n' roll» в начале 1950-х.
- 1996
  - Президент ЮАР Нельсон Мандела признал, что он имел любовную связь со вдовой бывшего главы Мозамбика Саморы Машела.
  - Заключены Хасавюртовские соглашения между Россией и самопровозглашенной Чеченской Республикой Ичкерией.
- 1997
  - The Microsoft Network транслировала концерт U2 из Дублина. Пользователи имели возможность менять ракурс камер.
  - Американец Дэвид Минан, танцуя чечётку, прошёл 45,45 км за 7 часов (мировой рекорд).
  - Гибель принцессы Дианы в Париже.
- 1998 — Государственная дума отвергла кандидатуру Виктора Черномырдина, предложенную Борисом Ельциным на пост премьер-министра.
- 1999
  - В Москве на Манежной площади произошёл взрыв.
  - В Буэнос-Айресе разбился Boeing 737 компании LAPA, погибли 65 человек.

### XXI век
- 2001 — суд в Нидерландах отверг иск о незаконности Международного трибунала по бывшей Югославии (МТБЮ).
- 2004 — теракт у станции метро «Рижская» в Москве, погибло 10 человек, более 50 ранено.
- 2007 — близ Ванкувера загорелся и рухнул на землю воздушный шар. Из 13 пассажиров погибли два (мать и дочь)[7].
- 2016 — решением Сената Бразилии президент Дилма Русеф отстранена от должности из-за причастности к коррупционному скандалу.
- 2021 — движение «Талибан» официально провозгласило День победы над силами Западной коалиции после 20 лет войны в Афганистане.
- 2023 — пожар в Йоханнесбурге, 77 погибших.

## Родились
См. также: Категория:Родившиеся 31 августа

### До XIX века
- 12 — Калигула (наст. имя Гай Юлий Германик; убит в 41), римский император (37—41).
- 161 — Луций Элий Аврелий Коммод (убит в 192), римский император (180—192).
- 1663 — Гильом Амонтон (ум. 1705), французский механик и физик, член Парижской АН.
- 1734 — Гаэтано Гандольфи (ум. 1802), итальянский художник, представитель Болонской школы живописи.
- 1749 — Александр Радищев (ум. 1802), русский писатель, философ.

### XIX век
- 1810 — Екатерина Бакунина (ум. 1894), русская сестра милосердия, героиня двух войн XIX века.
- 1811 — Теофиль Готье (ум. 1872), французский писатель и критик.
- 1821 — Герман Гельмгольц (ум. 1894), немецкий физик, физиолог и психолог.
- 1827 — Адриан Волков (ум. 1873), русский живописец.
- 1850 — Александр Шимановский (ум. 1918), белорусский этнограф и фольклорист.
- 1853 — Алексей Брусилов (ум. 1926), российский генерал от кавалерии, генерал-адъютант, главный инспектор кавалерии РККА.
- 1855 — Всеволод Руднев (ум. 1913), русский адмирал, командир крейсера «Варяг».
- 1869 — Александр Потресов (ум. 1934), русский революционер, создатель газеты «Искра», лидер меньшевиков.
- 1870 — Мария Монтессори (ум. 1952), итальянский педагог, первая в Италии женщина-врач.
- 1872 — Матильда Кшесинская (ум. 1971), российская балерина польского происхождения.
- 1874
  - Вячеслав Менжинский (ум. 1934), русский революционер, нарком финансов (в 1918), председатель ОГПУ (1926—1934).
  - Эдуард Ли Торндайк (ум. 1949), американский психолог и педагог.
- 1879
  - Ёсихито (ум. 1926), 123-й император Японии (1912—1926).
  - Альма Малер-Верфель (ум. 1964), австрийская деятельница культуры, вдохновительница музыкантов, художников, писателей.
  - Виктор Успенский (ум. 1949), российский и советский музыковед, музыкальный этнограф и композитор.
- 1887 — Фридрих Адольф Панет (ум. 1958), австрийский и немецкий химик, геохимик.
- 1897 — Фредерик Марч (ум. 1975), американский актёр, обладатель двух «Оскаров», премии «Золотой глобус».

### XX век
- 1907 — Андрей Кижеватов (погиб в 1941), один из руководителей обороны Брестской крепости, Герой Советского Союза.
- 1908 — Уильям Сароян (ум. 1981), американский писатель армянского происхождения.
- 1913 — Элен Левитт (ум. 2009), американская фотохудожница, сценаристка, оператор-постановщик.
- 1921
  - Наум Дымарский (ум. 2007), советский и российский спортивный комментатор и функционер.
  - Вячеслав Ковтуненко (ум. 1995), советский и российский конструктор, создатель космических аппаратов «Венера», «Фобос», «Вега».
- 1923 — Галина Шергова (ум. 2017), советская и российская писательница, сценарист, журналистка, военный корреспондент.
- 1928 — Хайме Син (ум. 2005), кардинал, глава католической общины Филиппин, сыгравший важную роль во время падения власти Ф. Маркоса.
- 1929 — Виктор Голявкин (ум. 2001), советский и российский писатель и художник.
- 1932 — Роман Ткачук (ум. 1994), советский актёр театра и кино («Кабачок 13 стульев», «Бумбараш», «Собачье сердце» и др.).
- 1931 — Жан Беливо (ум. 2014), канадский хоккеист, 10-кратный обладатель Кубка Стэнли
- 1934 — Реймонд Бакленд (ум. 2017), английский и американский писатель, оккультист.
- 1936
  - Владимир Орлов (ум. 2014), советский и российский писатель-прозаик, сценарист.
  - Отелу Сарайва де Карвалью (ум. 2021), португальский военный деятель и революционер, разработавший военный план «революции гвоздик» и дважды кандидат в президенты Португалии.
- 1937 — Марк Харитонов, писатель, переводчик, первый в России лауреат премии «Русский Букер».
- 1938 — Галина Горохова, советская фехтовальщица, трёхкратная олимпийская чемпионка, 9-кратная чемпионка мира.
- 1940 — Геннадий Васильев (ум. 1999), советский и российский кинорежиссёр («Русь изначальная», «Царь Иван Грозный» и др.), сценарист.
- 1945
  - Ван Моррисон, ирландский рок-вокалист и мультиинструменталист.
  - Ицхак Перлман, израильский и американский скрипач, дирижёр, педагог.
  - Леонид Попов, советский космонавт, дважды Герой Советского Союза.
- 1948 — Рудольф Шенкер, гитарист немецкой рок-группы «Scorpions».
- 1949 — Ричард Гир, американский актёр, лауреат премии «Золотой глобус».
- 1951 — Алексей Учитель, советский и российский кинорежиссёр, сценарист, народный артист РФ.
- 1954 — Роберт Кочарян, президент Армении в 1998—2008 гг.
- 1955 — Эдвин Мозес, американский легкоатлет, двукратный олимпийский чемпион в беге на 400 м с/б (1976, 1984).
- 1956 — Масаси Тасиро, японский комик, телепостановщик и певец.
- 1961 — Сергей Челобанов, советский и российский композитор, аранжировщик, певец.
- 1963
  - Реб Бич, американский рок-гитарист, участник групп «Winger», «Whitesnake».
  - Сергей Рогожин, российский певец (группы «АукцЫон», «Форум»), заслуженный артист России.
- 1971
  - Крис Такер, американский комедийный актёр.
  - Эрик Чантурия, российский музыкальный продюсер, один из основателей, директор и автор текстов группы Hi-Fi.
- 1973 — Скотт Нидермайер, канадский хоккеист, двукратный олимпийский чемпион.
- 1974 — Андрей Медведев, украинский теннисист, экс-четвёртая ракетка мира.
- 1975 — Игорь Богомазов, российский певец, автор текстов песен, бывший участник группы «Отпетые мошенники».
- 1976 — Роке Жуниор, бразильский футболист, чемпион мира (2002).
- 1980 — Александр Попов, российский хоккеист, чемпион мира (2012).
- 1982
  - Ян Крокер, американский пловец, трёхкратный олимпийский чемпион, многократный чемпион мира.
  - Дж. Уиллоу Уилсон, американская писательница, чей роман получил Всемирную премию фэнтези.
- 1984 — Тед Лигети, американский горнолыжник, двукратный олимпийский чемпион, пятикратный чемпион мира
- 1991 — Ши Тинмао, китайская прыгунья в воду, 4-кратная олимпийская чемпионка.
- 1992 — Николас Тальяфико, аргентинский футболист, чемпион мира (2022).
- 1997 — Дика Мем, французский гандболист, олимпийский чемпион (2020).

## Скончались
См. также: Категория:Умершие 31 августа

### До XIX века
- 870 — Имам аль-Бухари (р. 810), арабский проповедник, составитель мусульманских священных книг.
- 1422 — Генрих V (р. 1387), король Англии (1413—1422).
- 1528 — Матис Грюневальд (р. 1470 или 1475), немецкий живописец.
- 1688 — Джон Баньян (р. 1628), английский писатель и баптистский проповедник.
- 1762 — Пьетро Ротари (р. 1707 или 1710), итальянский художник-портретист, с 1756 г. работавший в России.
- 1795 — Франсуа Андре Филидор (р. 1726), французский композитор и шахматист.

### XIX век
- 1811 — Луи Антуан де Бугенвиль (р. 1729), мореплаватель, руководитель первой французской кругосветной экспедиции.
- 1814 — Артур Филлип (р. 1738), британский адмирал, первый губернатор Австралии.
- 1817 — Джон Томас Дакворт (р. 1748), британский адмирал периода Революционных и Наполеоновских войн.
- 1864 — Фердинанд Лассаль (р. 1825), немецкий социалист.
- 1867 — Шарль Бодлер (р. 1821), французский поэт.

### XX век
- 1905 — Франческо Таманьо (р. 1850), итальянский оперный певец (тенор).
- 1920 — Вильгельм Вундт (р. 1832), немецкий психолог, физиолог, философ и языковед.
- 1933 — убит Теодор Лессинг (р. 1872), немецко-еврейский философ и публицист.
- 1941 — Марина Цветаева (р. 1892), русская поэтесса.
- 1945 — Стефан Банах (р. 1892), польский математик.
- 1948 — Андрей Жданов (р. 1896), советский партийный и государственный деятель.
- 1954 — Дмитрий Зеленин (р. 1878), русский советский фольклорист и этнограф.
- 1956 — Ив Нат (р. 1890), французский пианист, композитор и педагог.
- 1963 — Жорж Брак (р. 1882), французский живописец, один из основателей кубизма.
- 1967 — Илья Эренбург (р. 1891), советский писатель, мемуарист, общественный деятель.
- 1969 — погиб Рокки Марчиано (р. 1923), американский боксёр-профессионал, чемпион мира в тяжёлом весе (1952—1956).
- 1973 — Джон Форд (р. 1894), американский кинорежиссёр, сценарист, продюсер, обладатель четырёх премий «Оскар».
- 1977
  - Всеволод Рождественский (р. 1895), русский советский поэт, переводчик, журналист, военный корреспондент.
  - Матти Лоухивуори (р. 1928), финский певец.
- 1984 — Карло Цекки (р. 1903), итальянский пианист и дирижёр.
- 1985 — Фрэнк Макфарлейн Бернет (р. 1899), австралийский иммунолог, лауреат Нобелевской премии по физиологии и медицине (1960).
- 1986
  - Генри Мур (р. 1898), британский художник и скульптор.
  - Урхо Калева Кекконен (р. 1900), финский политик, 8-й президент Финляндии.
- 1990 — Сергей Волков (р. 1949), советский фигурист, тренер по фигурному катанию.
- 1997
  - Диана (р. 1961), принцесса Уэльская.
  - Нана Месхидзе (р. 1936), грузинская художница.

### XXI век
- 2002
  - Лайонел Хэмптон (р. 1908), американский джазмен, певец и актёр.
  - Самсон Самсонов (р. 1921), кинорежиссёр, народный артист СССР.
- 2010
  - Иван Уфимцев (р. 1928), советский режиссёр-мультипликатор, народный артист России.
  - Лоран Финьон (р. 1960), французский шоссейный велогонщик, победитель Тур де Франс (1983, 1984) и Джиро д’Италия (1989).
- 2011 — Валерий Рождественский (р. 1939), советский лётчик-космонавт, Герой Советского Союза.
- 2012
  - Сергей Соколов (р. 1911), маршал Советского Союза, министр обороны СССР (1984—1987).
  - Александр Ефимов (р. 1923), маршал авиации СССР, дважды Герой Советского Союза.
- 2017 — Людмила Рюмина (р. 1949), певица, народная артистка РСФСР.
- 2019 — Антуан Юбер (р. 1996) французский гонщик Формулы-2
- 2020
  - Нина Бочарова (р. 1924), советская гимнастка, двукратная олимпийская чемпионка (1952). Заслуженный мастер спорта СССР (1952).
  - Пранаб Кумар Мукерджи (р. 1935), индийский государственный деятель, президент Индии (2012—2017).
- 2024 — Мислав Безмалинович (р. 1967), югославский и хорватский ватерполист, олимпийский чемпион (1988) и чемпион мира (1991) в составе сборной Югославии.

## Приметы
Фрол и Лавёр — лошадники, Лошадиный праздник, Конский праздник, День Фрола и Лавра, День лошадника, Дожинки и досевки, Хлебный день, «Рабінавая ноч» (белорус.), «Гарабінава ноч» (белорус.), «Капыты» (белорус.), Фролки (костром.), Флор и Лавр.
- День Фрола и Лавра, покровителей лошадей.
- На лошадях не работать, чтоб падежа не было.
- Сей озимь от Преображения до Флора, чтоб не было флёровых цветиков.
- С Флёрова дня засиживают ретивые, а с Семёна — ленивые.
- С Флора и Лавра осенние утренники и заморозки.
- Лошадей на Фрола и Лавра кормят досыта и в этот день на них не работают (даже скачки в этот день не принято проводить)[8].